# Friedrich Wolf (Geistlicher)
Friedrich Carl Wolf (* 7. Januar 1884 in Wallmerod im Westerwaldkreis; † 4. März 1970 in Wiesbaden) war ein deutscher römisch-katholischer Geistlicher und Dekan.

## Leben
Wolf wurde als Sohn des Kaufmanns und Gemischtwarenhändlers Carl Caspar Wolf und seiner Ehefrau Maria Katharina geb. Kegeler/Kögler, einer Schwester des Malers Kaspar Kögler, geboren. Nach dem Studium der Theologie an den Universitäten in Fulda und Freiburg sowie am Priesterseminar Limburg wurde Friedrich Wolf 1908 zum Priester geweiht. 1913 wurde er Subregens am Limburger Priesterseminar, nachdem er zuvor als Kaplan in Hofheim, Haselbach, Rüdesheim und Frankfurt gewirkt hatte. Während des Ersten Weltkriegs war er als Divisionspfarrer eingesetzt. Nach dem Krieg war er Pfarrer in Kransberg und Frankfurt-Höchst.
1931 wurde er Dekan und Stadtpfarrer von Wiesbaden und vom Bischof zum Geistlichen Rat ernannt. Beim Wiederaufbau der Kirche St. Bonifatius Wiesbaden erwarb große Verdienste. 1953 musste er aus gesundheitlichen Gründen auf sein Amt als Wiesbadener Stadtpfarrer verzichten.
Wolf leistete Textbeiträge für das Jahrbuch des Bistums Limburg und verfasste historische und volkskundliche Beiträge.

## Ehrungen und Auszeichnungen
- 1949 Apostolischer Protonotar
- 1954 Bundesverdienstkreuz am Bande